# 차트를 달리는 남자
《차트를 달리는 남자》는 매주 토요일 오후 2시 30분에 방송되고 있는 예능 프로그램이다. 2016년 10월 22일에 첫 방송되었다. 진행자는 아나운서 도경완과 가수 이상민이다.

## 기획 의도
등줄기 오싹하게 만드는 미스터리 사건부터 분노지수 상승시키는 막장 사건까지 전 세계의 별별 사건을 끝까지 파고 파는 차트쇼!

## 방송 시간
| 방송 채널 | 방송 기간              | 방송 시간                  | 비고 |
| --------- | ---------------------- | -------------------------- | ---- |
| KBS Joy   | 2016년 10월 22일 ~현재 | 매주 토요일 오후 2:30~3:30 |      |

## 진행자
현재 진행자
- 이상민: (1회~, 	2016년 10월 22일~)
- 도경완: (296회~, 2022년 7월 23일~)

전 진행자
- 권혁수 (1~7회, 2016년 10월 22일~2016년 12월 3일)
- 조우종 (8~295회, 2016년 12월 10일~2022년 7월 16일)

## 제작진
- 기획: 서우석
- 책임 프로듀서: 김미견
- 편성 책임: 신혜경
- 편성: 신선희, 정민주
- 운행: 이수연, 안재희
- 심의: 임영환
- 타이틀 제작: 신승헌, 이규헌
- 디지털콘텐츠: 천지영
- 세트 디자인: 프라임아트
- 카메라: 김재홍, 박용순, 한철
- 지미집: 지니아트
- 스튜디오 조명: 한상우
- 기술감독: 박경선
- 영상: 서성민
- 음향: 이건호
- 종합편집/NLE: 강윤정 이상현
- CG: 김유미
- OAP: 박은태
- 음악/효과: 매드벅스, 안진하, 안은정
- 믹싱: 박세빈(TJ works)
- 작가: 박미나, 이수진, 라수연, 서정민, 고민형
- 외부연출: 김소영, 태혜원, 이다원, 김예지
- 외부조연출: 신재균
- 연출: 최산
- 기획/제작: KBS N

## 같이 보기
- 신비한TV 서프라이즈, 심야괴담회(MBC TV)
- 백만불 미스터리(SBS TV)
- 세계 다크투어(JTBC)
- 천 개의 비밀 어메이징 스토리(채널A)